# Doclea syntomoides
Doclea syntomoides är en fjärilsart som beskrevs av Walker 1964. Doclea syntomoides ingår i släktet Doclea och familjen bastardsvärmare. Inga underarter finns listade i Catalogue of Life.